# Basílica de São Lourenço em Lucina
San Lorenzo in Lucina, conhecida como Basílica de São Lourenço em Lucina (em latim: S. Laurentii in Lucina), é uma paróquia, igreja titular e basílica menor de Roma, Itália, localizada na Piazza San Lorenzo, no rione Colonna, a cerca de dois quarteirões do Palazzo Montecitorio e próxima da Via del Corso.
O cardeal-presbítero do Título de São Lourenço em Lucina é Malcolm Ranjith, arcebispo de Colombo, no Sri Lanka.

## História
A igreja é dedicada a São Lourenço, diácono e mártir romano. O nome Lucina vem de uma matrona romana do século IV que deu permitiu que os cristãos construíssem ali uma casa de devoção. Acredita-se, tradicionalmente, que o papa Marcelo I teria se escondido ali durante as perseguições de Maxêncio. O papa Dâmaso I foi eleito ali em 366 e uma igreja foi consagrada no local pelo papa Sisto III em 440. Na época, já era conhecida como Titulus Lucinae e assim aparece nos atos de um sínodo de 499 convocado pelo papa Símaco. Foi reformada pela primeira vez na década de 1100 por ordem do papa Pascoal II.
Em 1606, o papa Paulo V colocou a igreja sob os cuidados dos clérigos regulares menores. Neste mesmo século, o edifício foi completamente transformado por Cosimo Fanzago, que converteu os corredores laterais da nave em capelas e mandou pintar com afrescos o teto, uma obra do napolitano Mometto Greuter.
No século XIX, uma nova reforma no interior, encomendada pelo papa Pio I, removeu as decorações barrocas da nave e as substituiu por afrescos de Roberto Bompiani.
Charles Stewart, um oficial do exército papal que morreu em 1864, está enterrado na igreja. Ele era filho de John Stewart, o maestro di casa do príncipe Charles Edward Stuart ("Carlos III", o "Jovem Pretendente") e que fora criado baronete por este em 1784.

## Arte e arquitetura
Na reconstrução de 1650, o plano basílical de uma nave com dois corredores foi substituído por capelas barrocas, que foram então alugadas para algumas famílias ricas, que as decoraram e utilizaram como jazigos. Esta alteração foi feita através da construção de paredes atrás dos pilares quadrados e robustos das arcadas. O teto plano, decorado com caixotões quadrados em talha dourada decorados por rosetas, traz uma pintura da "Apoteose de São Lourenço" no painel central e foi encomendado durante o papado de Pio IX em 1857.
"Cristo na Cruz", de Guido Reni, decora o altar-mor, que também tem seis colunas coríntias de mármore negro. Debaixo dele está um relicário que guarda a grelha na qual se acredita tradicionalmente que São Lourenço tenha sido martirizado. O trono de mármore do papa Pascoal II, na abside atrás do altar, tem uma inscrição que recorda o translado para a igreja das relíquias de São Lourenço. Uma "Madona com o Menino, São João Nepomuceno e São Miguel Arcanjo", de Onofrio Avellino, decora a abside atrás do altar-mor.
A "Capela Fonseca", quarta à direita, foi projetada por Gian Lorenzo Bernini para Gabriele Fonseca, o médico do papa Inocêncio X (r. 1644–1655). Estão ali diversos bustos feitos por Bernini e sua oficina, incluindo um belo retrato do próprio Fonseca à direita do altar. É nesta capela também que está uma pintura de Giacinto Gimignani chamada "Eliseu Jogando Sal na Fonte Amarga", de 1664.
O artista francês Nicolas Poussin (1594–1665) está enterrado na segunda capela da direita e é comemorado por um monumento doado por Chateaubriand em 1830.
A segunda capela na esquerda ostenta uma peça-de-altar de Carlo Saraceni. A quinta foi projetada e decorada por Simon Vouet com duas pinturas suas sobre São Francisco de Assis; a primeira mostra-o recebendo seu hábito e a outra, suas tentações. A peça-de-altar é "São Francisco Aparecendo para Giacinta Marescotti em seu Leito de Morte", de Marco Benefial.
O batistério, à esquerda da entrada, foi projetado no século XVII por Giuseppe Sardi.
É nesta igreja também que está o túmulo do compositor Bernardo Pasquini (1637–1710). Três anos depois de sua morte, um retrato esculpido em mármore de Carrara por Pietro Francesco Papaleo (ca. 1642–1718) foi colocado sobre o túmulo. A obra foi encomendada pelo sobrinho do compositor, Felice Bernardo Ricordati, e seu pupilo Bernardo Gaffi.

### Outros sepultamentos
- Pompeo Batoni (não mais visível)
- Josef Mysliveček
- Francesco Gonzaga (1538-1566)

## Galeria

Imagens da igreja
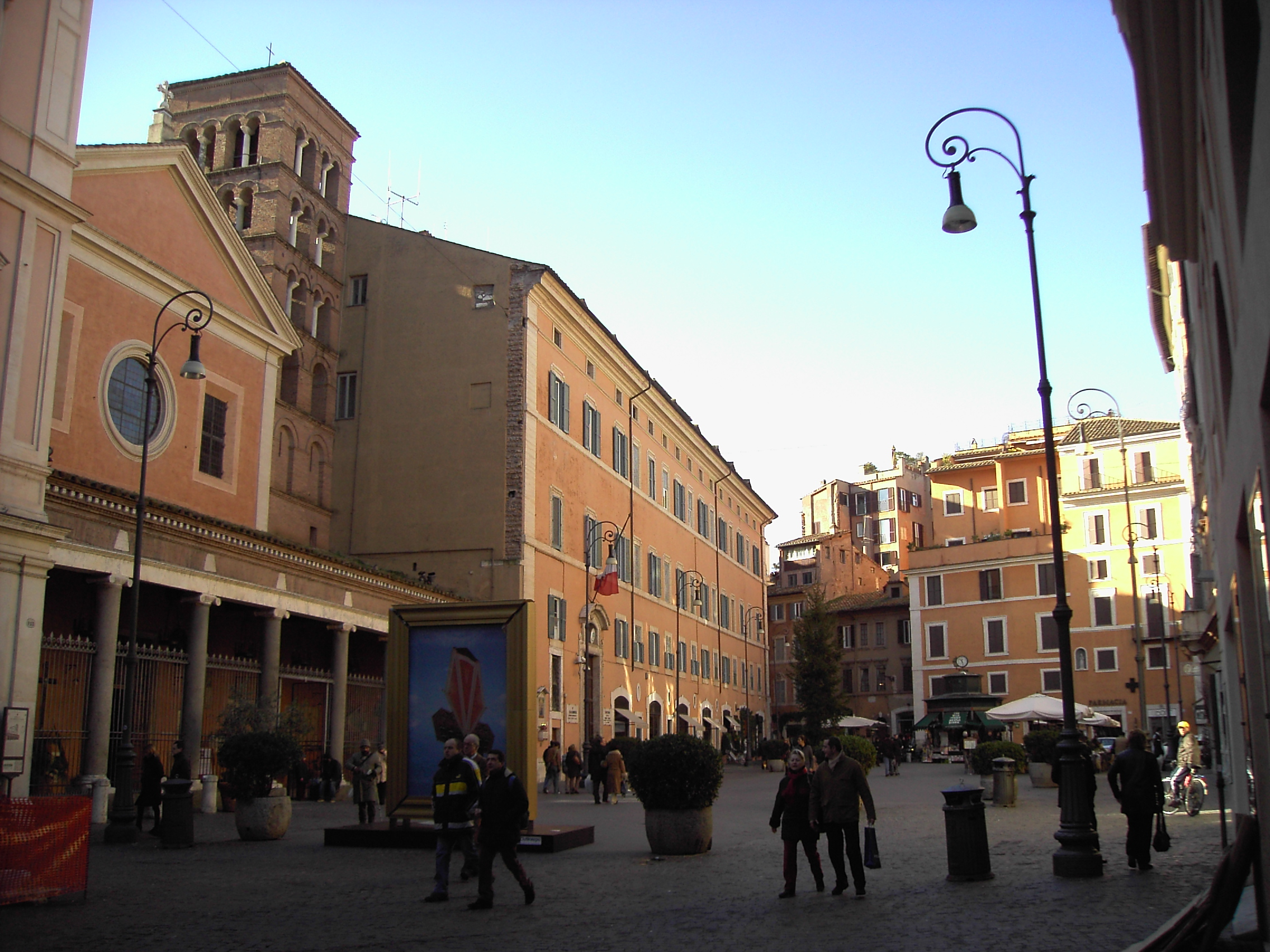
Piazza San Lorenzo e a igreja à esquerda
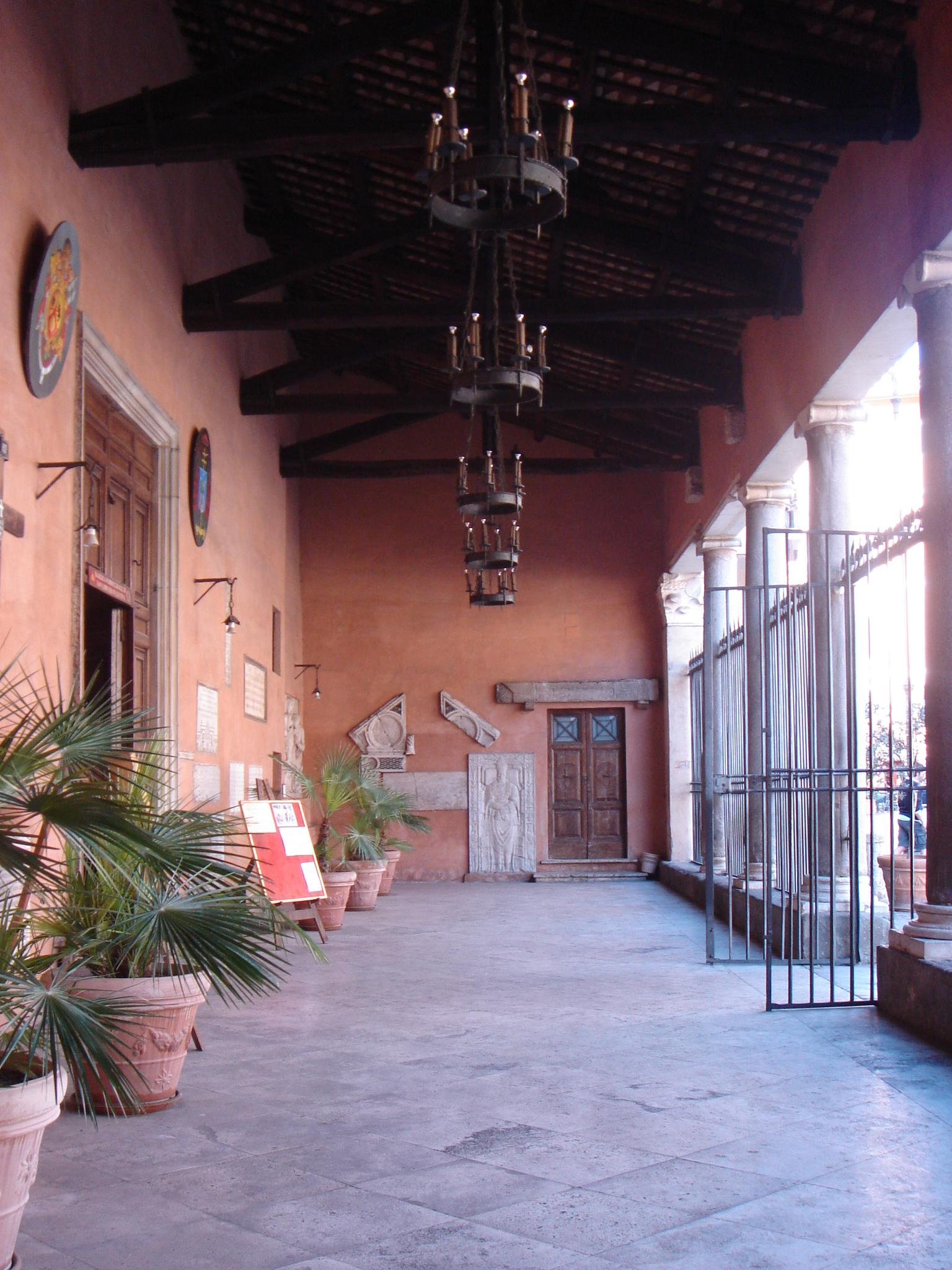
Pórtico
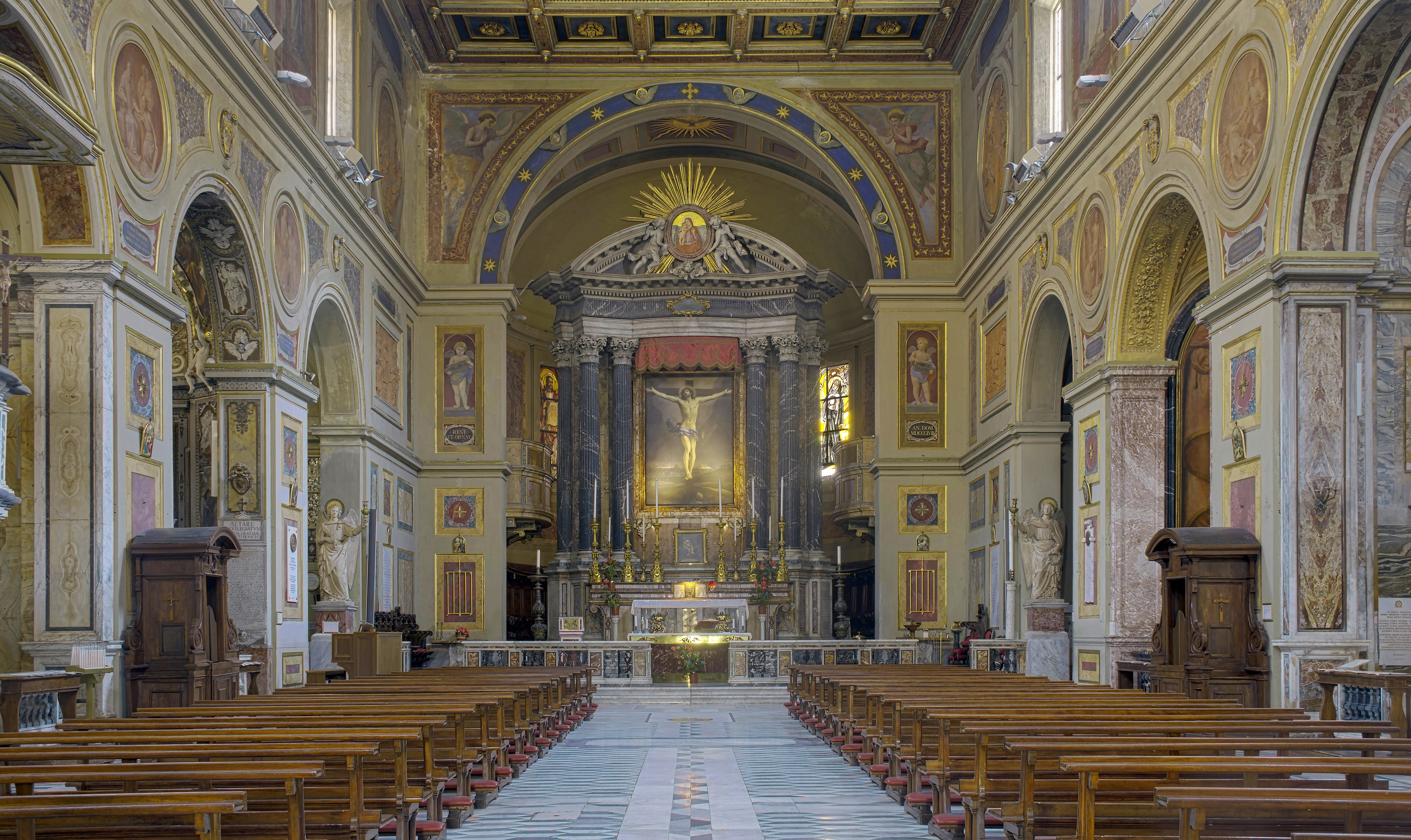
Vista do interior
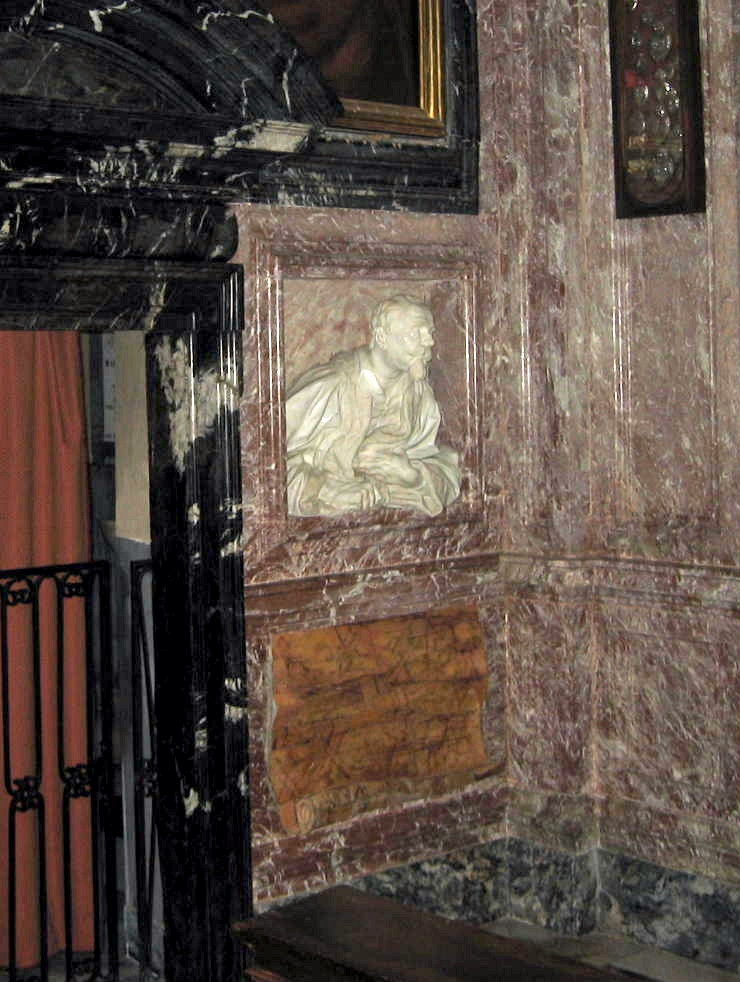
Busto de Gabriele Fonseca, de Bernini
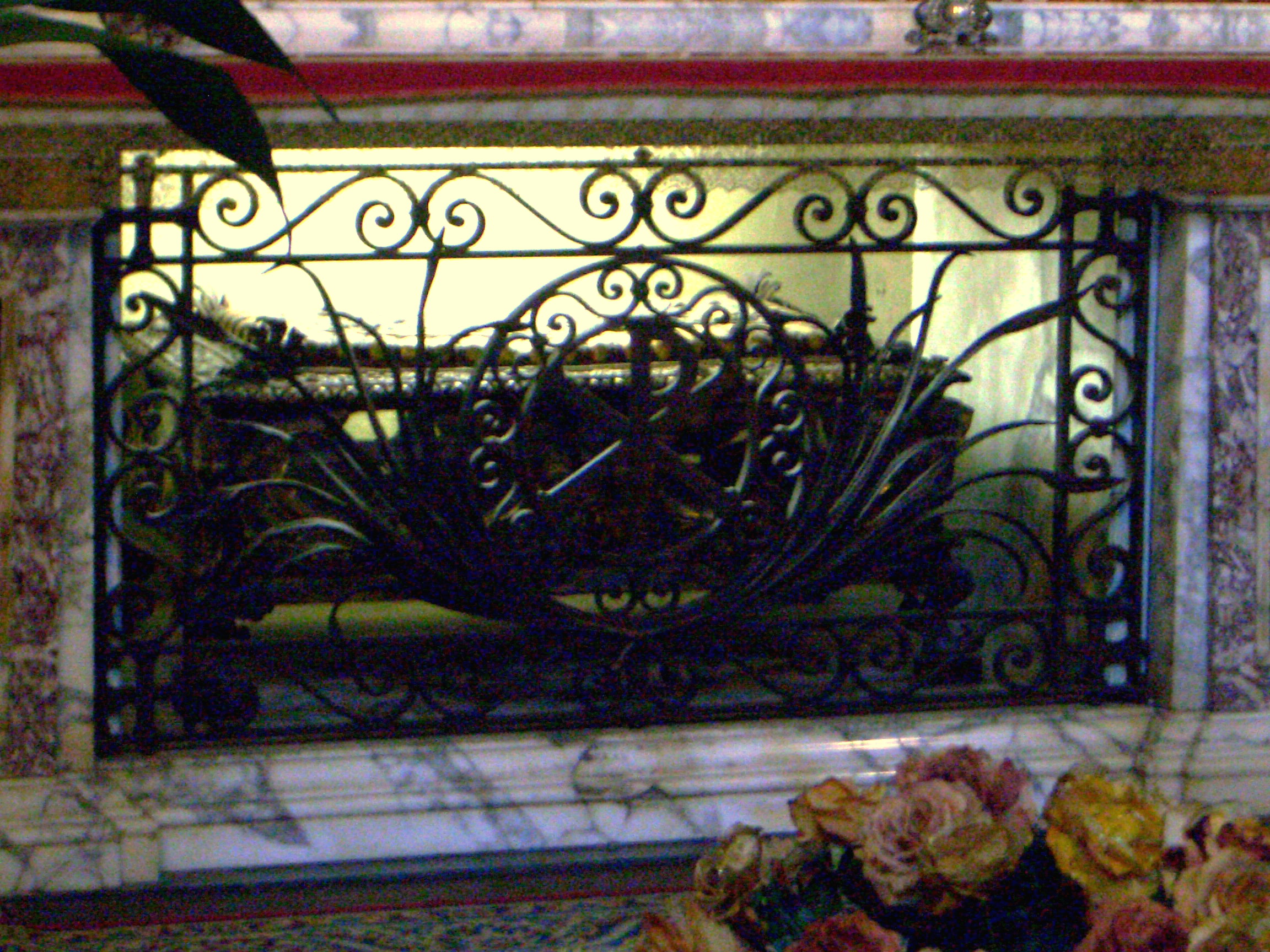
A grelha de São Lourenço, no altar-mor
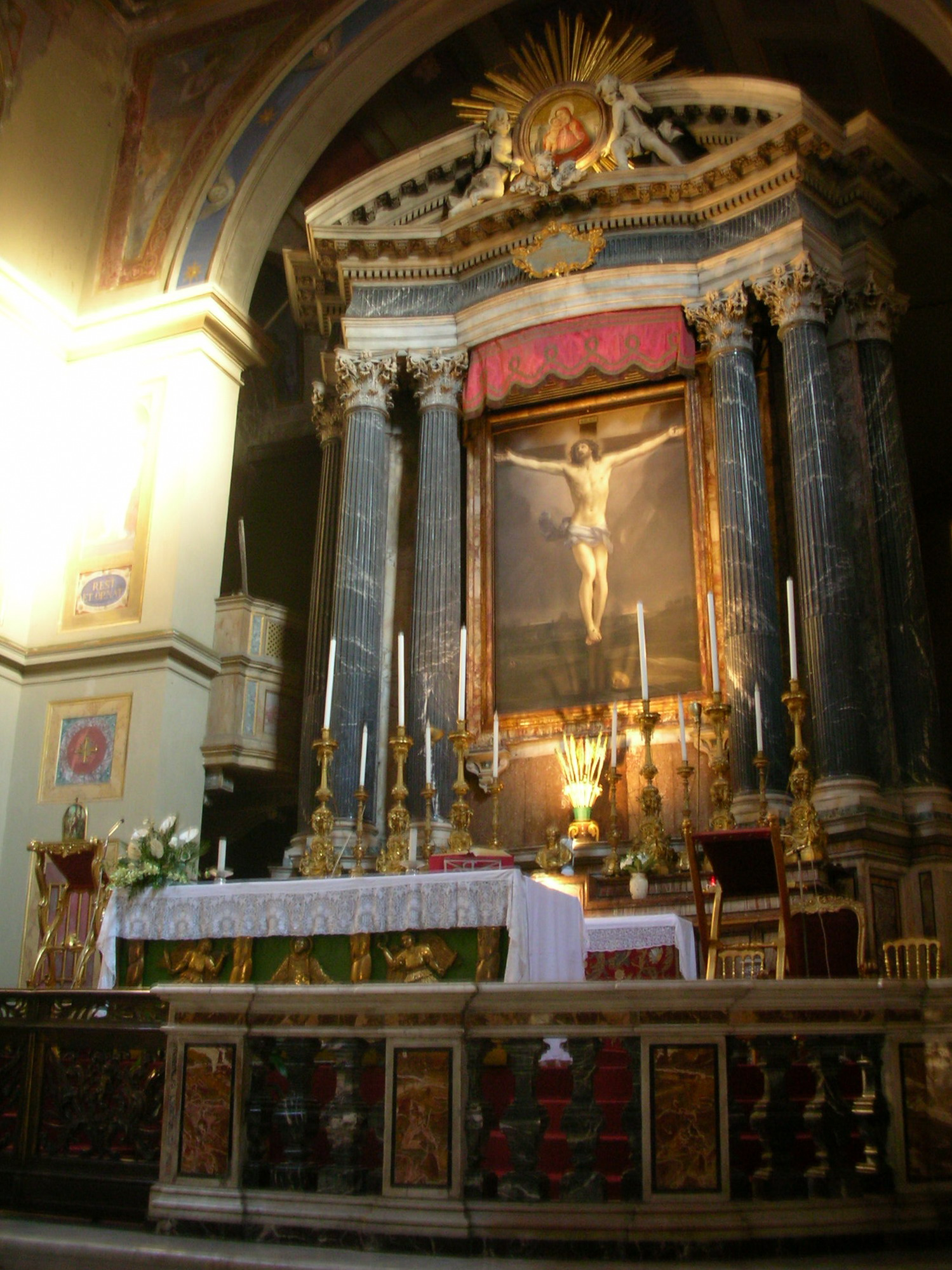
Altar-mor e o "Cristo na Cruz", de Guido Reni